# Ba môn phối hợp tại Đại hội Thể thao Đông Nam Á 2007

Giải ba môn phối hợp tại Đại hội Thể thao Đông Nam Á 2007 diễn ra trong hai ngày 8 và 9 tháng 12 năm 2007 với 4 nội dung thi đấu.

## Xếp hạng theo quốc gia
| Hạng | Đoàn        | Vàng | Bạc | Đồng | Tổng |
| ---- | ----------- | ---- | --- | ---- | ---- |
| 1    | Philippines | 1    | 2   | 4    | 7    |
| 2    | Thái Lan    | 1    | 2   | 0    | 3    |
| 3    | Singapore   | 1    | 0   | 0    | 1    |
| 3    | Malaysia    | 1    | 0   | 0    | 1    |
| Tổng | Tổng        | 4    | 4   | 4    | 12   |

## Bảng huy chương
| Nội dung             | Vàng               | Bạc                | Đồng                      |          |
| -------------------- | ------------------ | ------------------ | ------------------------- | -------- |
| Hai môn phối hợp nam | Mendoza Ryan       | Srichat Amnat      | Benedicto August          | chi tiết |
| Hai môn phối hợp nữ  | Piawong Saifon     | Saiwaeo Sontiya    | Dysangco Analiza          | chi tiết |
| Ba môn phối hợp nam  | Mok Ying Ren       | Vilog George       | Macasieb Arland Benedict  | chi tiết |
| Ba môn phối hợp nữ   | Kimbeleyyap Fui Li | Araullo Alessandra | Lucas Maria Melliza Gayle | chi tiết |